# James Larkin

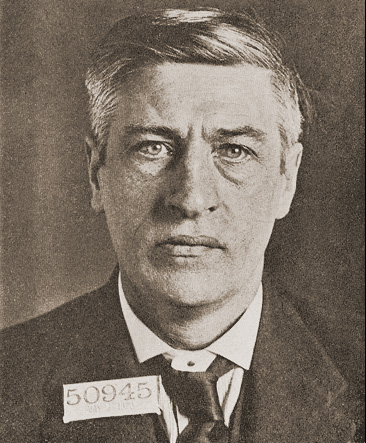
James Larkin 1919.

James Larkin (iriska: Séamas Ó Lorcáin), även känd som Jim Larkin eller Big Jim, född den 21 januari 1876 i Liverpool, England, död den 30 januari 1947 i Dublin, var en irländsk revolutionär, socialistisk politiker och fackföreningsman. Han kämpade för Irlands självständighet från England tillsammans med James Connolly. Larkin är känd för sin roll under "The Dublin lockout", en arbetskonflikt som involverade tiotusentals arbetare och varade från 26 augusti 1913 till januari 1914. Då första världskriget bröt ut organiserade Larkin demonstrationer i Dublin mot kriget.

## Läs mer
- Larkin, Emmet (1965) (på engelska). James Larkin: Irish Labour leader, 1876-1947. London. Libris 1591575